# Aldo Bolzan
Aldo Bolzan (* 6. September 1933 in Esch-sur-Alzette; † 21. Oktober 2013 in Luxemburg (Stadt)) war ein luxemburgischer Radrennfahrer.

## Sportliche Laufbahn
Bolzan war im Straßenradsport und im Querfeldeinrennen (heutige Bezeichnung Cyclocross) aktiv. Er war italienischer Abstammung und nahm 1960 die Staatsbürgerschaft Luxemburgs an. Er startete für den Verein „U.C. Esch“. Insgesamt gewann er mehr als 35 Rennen in seiner Karriere.
Von 1956 bis 1962 war er Unabhängiger und Berufsfahrer. 1954 gewann er als Amateur eine Etappe im Flèche du Sud, 1955 die Tour des 12 Cantons und den Grand Prix Général Patton. 1959 wurde er hinter Charly Gaul Zweiter in der Luxemburg-Rundfahrt, 1960 dann Zweiter hinter Marcel Ernzer. 1960 und 1961 kam er in der nationalen Meisterschaft im Straßenrennen auf den dritten Rang. Bolzan bestritt alle Grand Tours.

## Grand-Tour-Platzierungen
| Grand Tour            | 1956 | 1957 | 1958 | 1959 | 1960 | 1961 | 1962 |
| --------------------- | ---- | ---- | ---- | ---- | ---- | ---- | ---- |
| Vuelta a EspañaVuelta | DNF  | –    | DNF  | –    | DNF  | –    | –    |
| Giro d’ItaliaGiro     | –    | –    | –    | 58   | –    | 45   | DNF  |
| Tour de FranceTour    | DNF  | DNF  | 32   | –    | 54   | 33   | –    |